# 타니아 레이먼드
타니아 레이먼드(Tania Raymonde, 1988년 3월 2일 ~ )는 미국의 배우이다.

## 출연 작품

### 영화
- 맨슨 걸스 (2015)
- 더티 라이즈 (2014)
- 텍사스 전기톱 연쇄살인사건 3D (2013)
- 블루 라이크 째즈 (2012)
- 루저스 테이크 올 (2011)
- 크레이지 아이스 (2011)
- 스틸 웨이팅... (2009, Still Waiting...)
- 엘스웨어 (2009)
- 와일드 체리 (2009)
- 리틀 디즐 (2009)
- 디아더 사이드 오브 더 트랙스 (2008)
- 더 개러지 (2006)
- 체이싱 3000 (2006)
- 칠드런 온 데어 버스데이 (2002)

### 텔레비전
- 말콤네 좀 말려줘 (2000-02)
- NCIS (2005)
- 로스트 (2006-10)
- 콜드 케이스 (2008-10)
- 골리앗 (2016)